# Sarcopetalum
Sarcopetalum és un gènere amb unes espècies de plantes de flors pertanyent a la família Menispermaceae. Nadiu d'Austràlia.

## Espècies seleccionades
| - Sarcopetalum harveyanum F.Muell. |